# Chromatopterum linguatum
Chromatopterum linguatum är en tvåvingeart som beskrevs av Seguy 1957. Chromatopterum linguatum ingår i släktet Chromatopterum och familjen fritflugor. Inga underarter finns listade i Catalogue of Life.